# Shine (álbum de Frida)
Shine es un álbum de Frida grabado en 1984. Shine llegó al Top 10 en las listas de éxitos de álbumes en Suecia, Noruega y Bélgica, y el Top 20 en Holanda.
En general el álbum tiene un corte pop muy pegadizo, pero contiene una muy fuerte carga de new wave, rock y otros estilos, lo que lo hace un álbum muy contemporáneo. En general, el álbum también presenta unas atmósferas muy marcadas de sintetizadores con distorsiones y efectos muy novedosos, baterías fuertes y estruendosas. Todo esto se realizó bajo el productor Steve Lillywhite, que usó algunas técnicas como grabar en una iglesia la voz de Frida para lograr buenos resultados. 
En general la producción de este álbum fue muy novedosa, muy limpia y potente para la época y en su día se consideró un álbum adelantado a su época. Aunque musicalmente no sobresalga, la producción de este disco es la característica más notable; sin ninguna remasterización las canciones están a la altura de la calidad de sonido tecnológico ofrecido hoy en día.
El álbum gozó menos popularidad y tuvo menos ventas que su antecesor, aunque la buena producción del disco y el renombre de Frida hizo que tuviera un moderado éxito en algunos países de Europa y Escandinavia entrando al Top 20, y dándola alguna que otra entrevista y participación en programas televisivos. 
Aunque hablando comercialmente el álbum no fue un súper ventas, tuvo un recibimiento cálido por parte de la crítica y del público en general, que ya contaba con popularidad de su anterior álbum que cosechó una buena parte de fans. El álbum tuvo un éxito más marcado en España, que aunque hoy día no quedan registros en las listas de su álbum, tuvo resonancia, llegando a participar Frida en programas de radio y shows de televisión nocturnos en España. 
Parte de ese vacío comercial de ventas y listas de éxitos se debió a problemas con la discográfica ya que no se pudo distribuir el álbum en Estados Unidos, como sí ocurrió con el anterior, que fue en Estados Unidos mayor y gigantesco el éxito comparado al discreto que tuvo en Reino Unido.
En México, una canción de este álbum alcanzaría fama, "Slowly" sería traducida al español bajo el título "Muriendo Lento" e interpretada por Timbiriche en 1994 se convertiría en todo un éxito entre los jóvenes de la época.Curiosamente, esta canción fue escrita por sus antiguos compañeros de ABBA Benny Anderson y Björn Ulvaeus; es, hasta la fecha,el producto más cercano a ABBA después de la disolución del grupo. Además, en este álbum se produce el debut autoral de Frida: el tema 'Don't do it' fue compuesto íntegramente por ella.
Recientemente el grupo Moderatto junto con Belinda decidieron realizar una versión de esta canción a su estilo propio.

## Lista de canciones
| Lado A |                     |                                       |          |  |
| N.º    | Título              | Escritor(es)                          | Duración |  |
| 1.     | «Shine»             | Kevin Jarvis Guy Fletcher Jeremy Bird | 4:39     |  |
| 2.     | «One Little Lie»    | Simon Climie Kirsty MacColl           | 3:44     |  |
| 3.     | «The Face»          | Daniel Balavoine MacColl              | 3:40     |  |
| 4.     | «Twist in the Dark» | Andy Leek                             | 3:43     |  |
| 5.     | «Slowly»            | Björn Ulvaeus Benny Andersson         | 4:34     |  |

| Lado B |                           |                               |          |  |
| N.º    | Título                    | Escritor(es)                  | Duración |  |
| 1.     | «Heart of the Country»    | Stuart Adamson                | 4:38     |  |
| 2.     | «Come To Me (I Am Woman)» | Eddie Howell David Dundas     | 5:04     |  |
| 3.     | «Chemistry Tonight»       | Pete Glenister Climie MacColl | 4:56     |  |
| 4.     | «Don't Do It»             | Anni-Frid Lyngstad            | 4:37     |  |
| 5.     | «Comfort Me»              | Glenister                     | 4:28     |  |
| 44:05  |                           |                               |          |  |

| Bonus tracks del CD (2005) |                        |                                   |          |  |
| N.º                        | Título                 | Escritor(es)                      | Duración |  |
| 1.                         | «That's Tough»         | Lyngstad Hans Fredriksson MacColl | 5:03     |  |
| 2.                         | «Shine» (versión maxi) | Jarvis Fletcher Bird              | 6:31     |  |

- Datos: Q6296360